# Brymela obtusifolia
Brymela obtusifolia là một loài Rêu trong họ Hookeriaceae. Loài này được (E.B. Bartram) W.R. Buck mô tả khoa học đầu tiên năm 1987.